# Kaiyuan (Honghe)
Die Stadt Kaiyuan (chinesisch 开远市, Pinyin Kāiyuǎn Shì) ist eine kreisfreie Stadt des Autonomen Bezirks Honghe der Hani und Yi im Süden der chinesischen Provinz Yunnan. Sie hat eine Fläche von 1.937 Quadratkilometern und zählt 323.031 Einwohner (Stand: Zensus 2020).

## Administrative Gliederung
Auf Gemeindeebene setzt sich die kreisfreie Stadt aus zwei Straßenvierteln, zwei Großgemeinden und drei Gemeinden (davon eine Nationalitätengemeinde) zusammen. Diese sind:
- Straßenviertel Lebaidao 乐百道街道
- Straßenviertel Lingquan 灵泉街道

- Großgemeinde Xiaolongtan 小龙潭镇
- Großgemeinde Zhongheying 中和营镇

- Gemeinde Dazhuang 大庄回族乡 der Hui
- Gemeinde Yangjie 羊街乡
- Gemeinde Beige 碑格乡

## Fossilienfunde
Im Bereich der Xiaolongtan-Kohlengrube wurden seit 1956 Fossilien entdeckt, die 10 bis 8 Millionen Jahre alt sind und als frühe Verwandte der heute lebenden Orang-Utans interpretiert werden. Die Fossilien waren anfangs als Dryopithecus keiyuanensis der Gattung Dryopithecus und später der Gattung Ramapithecus zugeordnet worden; seit 1987 werden sie jedoch als eigenständige Gattung geführt. Die Xiaolongtan-Funde werden seitdem als Lufengpithecus keiyuanensis zur Gattung Lufengpithecus gestellt.

## Belege
1. ↑  citypopulation.de: Kāiyuăn Shì, Kreisfreie Stadt in Yúnnán, abgerufen am 12. Februar 2022
2. ↑  R. Wu: A revision of the classification of the Lufeng great apes. In: Acta Anthropologica Sinica. Band 6, 1987, S. 265–271.